# 780 kilos de salsa
780 kilos de salsa o Dimensión Latina 78 es el décimo álbum de la agrupación venezolana Dimensión Latina. Fue editado en 1977 por la disquera Top Hits en formato larga duración de vinilo a 33⅓ RPM. Fue el segundo disco de la Dimensión Latina con el cantante puertorriqueño Andy Montañez y el ex-solista de Los Satélites, Rodrigo Mendoza. "Quisiera Saber" en la voz De Andy y Cielo Tenebroso interpretado por Rodrigo & Wladimir se dejaron escuhar en la radio
En esta producción la Dimensión Latina trato de buscar un sonido más criollo al interpretar temas con marcada influencia del folclor venezolano, Ejemplo De Ello "Nuestra Tierra"
El título del disco se refiere al peso de la banda al sumar los pesos de cada uno de sus integrantes, los cuales aparecieron en la portada de la versión original en LP. 

## Canciones
Lado A
1. Como canto yo (4:01) Canta: Andy
2. Que feliz (3:23) Canta: Wladimir y Andy
3. A pasarse un pollo (4:04) Canta: Rodrigo
4. Nuestra tierra (4:09) Canta: Andy

Lado B
1. Potpurri de danzones (2:31) Canta: Wladimir (El dulcero, A la loma de Belén, Son de la loma, Bururu Barara, La mujer de Antonio, El que siembra su maíz)
2. Quisiera saber (3:19) Canta: Andy
3. Cielo tenebroso (5:22) Canta: Wladimir y Rodrigo
4. Mi bombolaye (3:42) Canta: Andy
5. Aunque el tiempo (3:05) Canta: Rodrigo

## Créditos (alfabético)

### Músicos
- Andy Montañez: Voz
- Carlos Guerra: 1.er trombón
- César Monje: 2.º trombón
- Elio Pacheco: Congas
- Gustavo Carmona: Bajo
- Jesús Narváez: Piano
- José Rodríguez: Timbales, bongo
- José Rojas: 3.er trombón
- Rodrigo Mendoza: Voz, maracas
- Wladimir Lozano: Voz

### Producción
- Arreglos y dirección musical: César Monge
- Grabado en Estudio Fidelis (Caracas)
- Ingenieros de sonido: Francisco González, Antonio J. González
- Arte y fotografía: Carlos Beltrán
- Fotografías tomadas en concierto en el Poliedro de Caracas el 17 de octubre de 1977

- Datos: Q5652951